# Liste von Messermuseen
Die folgende Liste gibt einen Überblick zu Messermuseen, also zu Museen, die sich der Geschichte, Herstellung, Verwendung und den verschiedenen Formen von Messern widmen. Die Liste erhebt keinen Anspruch auf Vollständigkeit.

## Liste der Museen
| Bezeichnung                                                           | Bild           | Standort                                              | Staat       | Errichtung Einweihung | Weitere Informationen |
| --------------------------------------------------------------------- | -------------- | ----------------------------------------------------- | ----------- | --------------------- | --- |
| Deutsches Klingenmuseum                                               | weitere Bilder | Solingen, Klosterhof 4 (Lage)                         | Deutschland | 1954                  | Das Museum mit der weltweit größten Bestecksammlung widmet sich der regionalen und internationalen Geschichte der Herstellung von Klingen für Schwerter und Degen ebenso wie Messer für den täglichen Bedarf und Bestecke von Weltruf. |
| Messerermuseum Steinbach an der Steyr                                 | weitere Bilder | Steinbach an der Steyr, Hochgasse 17 (Lage)           | Österreich  | 1998                  | [ 2 ] |
| Sardisches Messermuseum (Museo del Coltello Sardo)                    |                | Arbus, (Metropolitanstadt Cagliari, Sardinien)        | Italien     |                       | Das Museum beherbergt unter anderem das weltgrößte Klappmesser. |
| Messermuseum (Maniago) (Museo dell’Arte fabbrile e delle Coltellerie) | weitere Bilder | Maniago (Region Friaul-Julisch Venetien) (Lage)       | Italien     |                       | Das Museum widmet sich der regionalen traditionellen und modernen Messerherstellung. |
| National Knife Museum                                                 | weitere Bilder | Sevierville, Winfield Dunn Parkway (Tennessee) (Lage) | USA         |                       | |
| Musée de la coutellier                                                | weitere Bilder | Thiers (Lage)                                         | Frankreich  | 1982                  | Das Museum zeigt als Schwerpunkt Gebrauchsmesser des 16. Jahrhunderts bis zur Neuzeit. |
| Musée de la Coutellerie                                               | weitere Bilder | Nogent (Lage)                                         | Frankreich  |                       | Schwerpunkt des Museums sind Arbeiten von Nicolas Pelletier (1828–1921). |